# 청와대로
청와대로(靑瓦臺路, Cheongwadae-ro)는 서울특별시 종로구 궁정동 98-2에서 팔판동 166-2까지를 잇는 도로다. 도로명은 대한민국의 대통령 관저인 청와대의 이름에서 유래하였다.

## 연혁
- 1966년: 청와대 동측~삼청동삼거리 간 0.27 km 완공[1]
- 1968년: 1·21 사태 이후 청와대 앞을 지나는 구간 민간인 통제 개시
- 1988년 3월 31일: 청와대앞길로 지정
- 1993년 2월 25일: 통제구간 제한적 개방 개시[2]
- 2010년 7월 2일: 청와대로로 종로구 도로명 주소 고시
- 2017년 6월 26일: 통제구간 완전 개방 개시[3]

## 주요 경유지
서울특별시
- 종로구 (궁정동 - 세종로 - 팔판동)

## 노선
| 교차로        | 접속 노선     | 소재지        | 소재지        | 소재지        | 비고             |
| 효자로와 직결 | 효자로와 직결 | 효자로와 직결 | 효자로와 직결 | 효자로와 직결 | 효자로와 직결    |
| ------------- | ------------- | ------------- | ------------- | ------------- | ---------------- |
| 효자동삼거리  | 효자로        | 종로구        | 청운효자동    | 청운효자동    |                  |
|               | 팔판길        | 종로구        | 청운효자동    | 삼청동        | 교차로 이름 없음 |
|               | 삼청로        | 종로구        | 청운효자동    | 삼청동        | 교차로 이름 없음 |
| 삼청로와 직결 |               |               |               |               |                  |

## 주요 건물 및 시설
- 청와대 (서울특별시 종로구 청와대로 1)
- 주한 브라질 대사관
- 경복궁